# Museu Nacional de Mineria (Luxemburg)

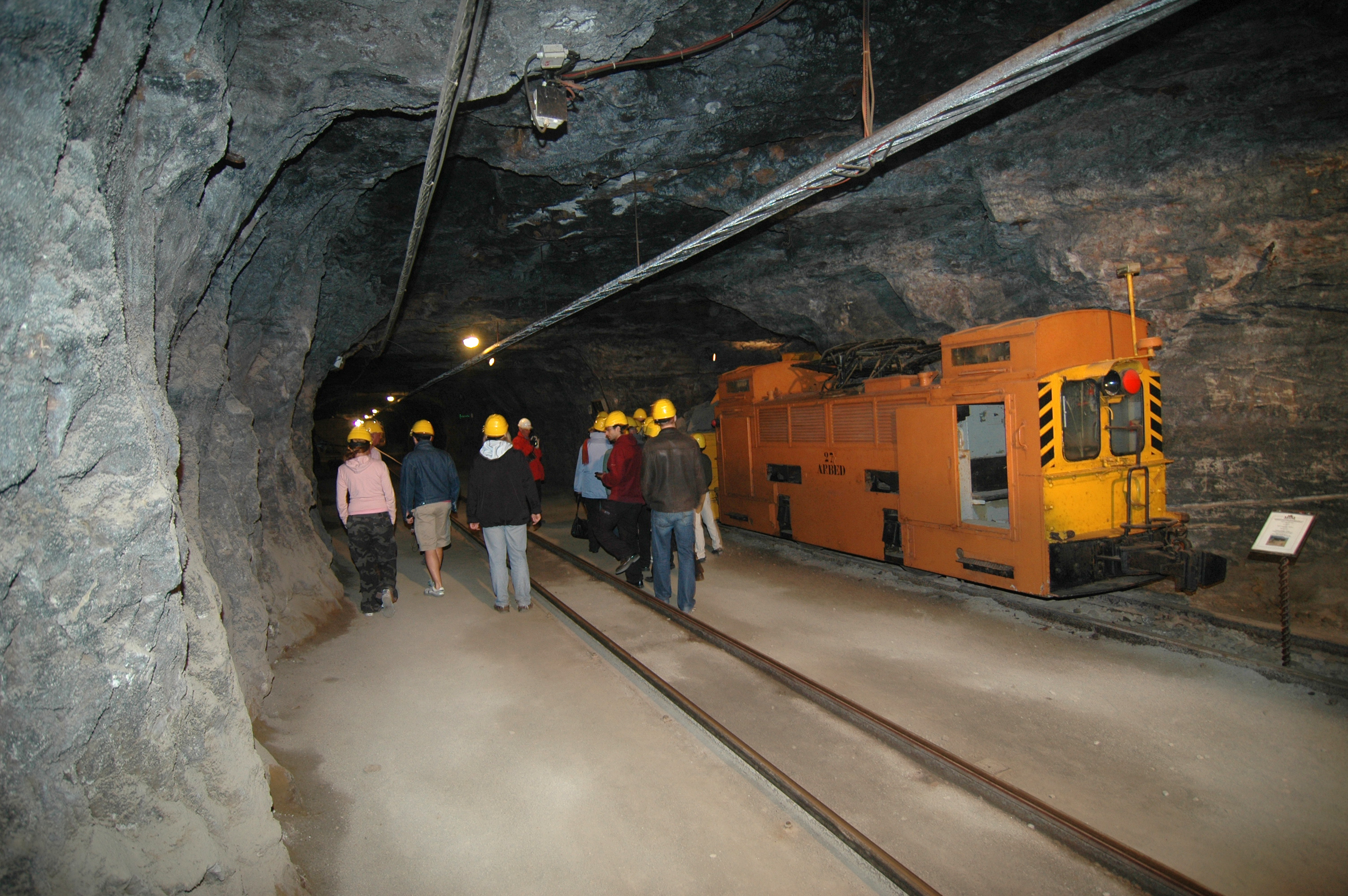
Museu Nacional de Mineria

El Museu Nacional de Mineria (en francès: Musée National des Mines) es troba a l'extrem sud de Luxemburg, a Rumelange, a la vora de la frontera amb França. Proporciona una exposició de les eines, maquinària i equip utilitzat a les mines de mineral de ferro des del principi del segle xix fins quan van tancar a la dècada de 1980. Moltes de les exposicions són al fons de la mina, que es pot visitar durant els mesos d'estiu.

## La col·lecció
Encara que la major part de la col·lecció del museu és a la mina, la sala d'exposicions mostra una sèrie de vitrines amb una selecció de làmpades, eines, cascs i instruments de mesura, així com minerals i fòssils. També hi ha mapes i documents antics.
A la mina s'accedeix per tren. La terminal de ferrocarril, a 90 metres sota la superfície, és el començament d'un circuit de 650 metres a través de túnels de tres metres d'alçada i de tres a cinc metres d'amplada. Moltes de les eines són de gran valor històric. La col·lecció inclou vells martells i màquines de perforació, així com trepants pneumàtics més moderns. El conjunt complex de túnels també dona una imatge impressionant dels treballs de la mina.